# KIRA☆KIRA SHOW TIME!!
KIRA☆KIRA SHOW TIME!!（キラキラショータイム）は、ゲームキラ☆キラに登場する架空のバンド『第二文芸部』の2枚目のアルバムで、メジャーファーストアルバム。

## 概要
アルバムオリジナル曲は1曲で、それ以外の曲はすべてキラ☆キラの劇中にて登場する。第二文芸部名義の曲はキラ☆キラ以外は全て前作のアルバム『LOVE』に収録されているが、（Album Ver）となっている曲に関しては若干のアレンジが加えられている。オリコンデイリーチャートでは初登場45位を獲得した。
架空のバンド名義で実際にCDをリリースしており、現実とゲームの世界をリンクさせている。
ボーカルはUR@Nに波形レベルで声が似ている。

## スタッフ
- プロデューサー：milktub
- 原画：藤丸、√666（OVERDRIVE）、片倉真二
- プロモーター：松村起代子、鈴木めぐみ、岩下由希（ランティス）
- エグゼクティブプロデューサー：伊藤善之（ランティス）

## 収録曲
1. Too Fast To Live Too Young To Die
歌・作詞：八木原／作曲：KENTA／編曲：STAR GENERATION
劇中に登場する架空のバンド「STAR GENERATION」の曲でゲーム「キラ☆キラ」の挿入歌。ボーカルの八木原は遠藤正明に波形レベルで声が似ている。
2. キラ☆キラ
歌・作詞・作曲・編曲：第二文芸部
シングル「キラ☆キラ」に収録されている、ゲーム「キラ☆キラ」のオープニング曲。
3. O.H.B.I ～卒業式ジャック～ (Album Ver)
歌・作詞・作曲：欧美学園／編曲：第二文芸部
劇中に登場する学園の校歌をロック調にアレンジした曲。
4. Let's Jump! (Album Ver)
歌・作詞・作曲・編曲：第二文芸部
ゲーム「キラ☆キラ」挿入歌。
5. 君の元へ (Album Ver)
歌・作詞・作曲・編曲：第二文芸部
ゲーム「キラ☆キラ」挿入歌。
6. t r a v e l e r s
歌・作詞・作曲・編曲：第二文芸部
ゲーム「キラ☆キラ」のヒロイン、樫原紗理奈エンディング曲。
7. lead to your dream
歌・作詞・作曲・編曲：第二文芸部
ゲーム「キラ☆キラ」のヒロイン、椎野きらりエンディング曲。
8. go on a trip
歌・作詞・作曲・編曲：第二文芸部
ゲーム「キラ☆キラ」のヒロイン、石動千絵エンディング曲。
9. Like a Life,Like a Live! (Album Ver)
歌・作詞・作曲・編曲：第二文芸部
ゲーム「キラ☆キラ」挿入歌。
10. Samsara
歌・作詞・作曲・編曲：HAPPY CYCLE MANIA
劇中に登場する架空のバンド「HAPPY CYCLE MANIA」の曲で唯一のアルバムオリジナル曲。ボーカルはYURIAに波形レベルで声が似ている。
11. a song for…
歌・作詞・作曲・編曲：HAPPY CYCLE MANIA
HAPPY CYCLE MANIAの曲でゲーム「キラ☆キラ」のヒロイン、椎野きらりエンディング曲。